# Strażnica WOP Sortowo
Strażnica Wojsk Ochrony Pogranicza Wiżajny/Sortowo – nieistniejący obecnie podstawowy pododdział graniczny Wojsk Ochrony Pogranicza pełniący służbę graniczną na granicy polsko-radzieckiej.

## Formowanie i zmiany organizacyjne
Strażnica została sformowana w 1945 w strukturze 25 komendy odcinka jako 120 strażnica WOP (Wiżajny) o stanie 56 żołnierzy. Kierownictwo strażnicy stanowili: komendant strażnicy, zastępca komendanta do spraw polityczno-wychowawczych i zastępca do spraw zwiadu. Strażnica składała się z dwóch drużyn strzeleckich, drużyny fizylierów, drużyny łączności i gospodarczej. Etat przewidywał także instruktora do tresury psów służbowych oraz instruktora sanitarnego.
W latach 24 kwietnia 1948–31 grudnia 1950, 120 strażnica OP Wiżajny była w strukturach 11 batalionu Ochrony Pogranicza i w 1948 stacjonowała, w miejscowości Stankuny .
1 stycznia 1951 120 strażnica WOP Sortowo była w strukturach 194 batalionu WOP w Kowalach Oleckich i w 1951 stacjonowała w miejscowości Sortowo, a następnie 221 batalionu WOP w Gołdapi. 
Od 15 marca 1954 wprowadzono nową numerację strażnic. Strażnica III kategorii otrzymała numer 114.
15 listopada 1955 zlikwidowano sztab 221 batalionu WOP w Gołdapi. Strażnica podporządkowana została bezpośrednio pod sztab 19 Brygady WOP w Kętrzynie. W sztabie brygady wprowadzono stanowiska nieetatowych oficerów kierunkowych odpowiedzialnych za służbę graniczną strażnic.
Opracowany w maju 1956 przez Dowództwo WOP kolejny plan reorganizacji formacji przewidywał rozformowanie kilku brygad, sztabów, batalionów i strażnic. Ta reforma miała przede wszystkim korzyści finansowe. W wyniku tej reformy, w czerwcu 1956 strażnicę rozwiązano.

## Ochrona granicy

### Strażnice sąsiednie
- 119 strażnica WOP Dubeninki ⇔ 121 strażnica WOP Rutka Tartak – 1946.

## Komendanci strażnicy
- por. Edward Jaworski (był 10.1946)[b]
- plut. Piotr Sanak (był w 1951).